# Guldbaggegalan 1977
Den 13:e Guldbaggegalan, som belönade svenska filmer från 1976 och 1977, hölls den 5 september 1977.

## Vinnare
| Högsta kvalitetspoäng                                  | Bästa regi                                 |
| ------------------------------------------------------ | ------------------------------------------ |
| - Mannen på taket (3,02)                               | - Marianne Ahrne – Långt borta och nära    |
| Bästa skådespelerska                                   | Bästa skådespelare                         |
| - Birgitta Valberg – Paradistorg                       | - Håkan Serner – Bang! och Mannen på taket |
| Juryns specialbagge                                    |                                            |
| - Sven Klangs kvintett (till kollektivet bakom filmen) |                                            |